# Sense Field
I Sense Field sono stati un gruppo musicale alternative rock statunitense formatosi a Los Angeles nel 1990 e scioltosi nel 2004.

## Storia del gruppo
La formazione iniziale del gruppo vede il cantante Jonathan Bunch, i chitarristi Chris Evenson e Rodney Sellars, il bassista John Stockberger e il batterista Scott McPherson. Il quintetto si forma dalle ceneri di altri tre gruppi: Evenson, Stockberger e Reason to Believe. Cominciano a suonare nel 1990, e l'anno successivo pubblicano il loro primo EP, omonimo, con l'etichetta da loro stessi creata, la Run H2O. Nel 1992 pubblicano un altro EP, Premonitions, a cui segue il primo album in studio della band, l'omonimo Sense Field, seguito a sua volta dal secondo album in studio Killed for Less, pubblicato il 10 maggio 1994. Dopo il primo tour internazionale viene quindi pubblicato il secondo album, Building, edito nel 1996. Tre anni dopo McPherson lascia la band, venendo sostituito da Rob Pfeiffer. Dopo vari EP, i Sense Field pubblicano il loro quarto album, Tonight and Forever, nel 2001. Tuttavia, durante il tour di supporto per quest'ultimo, la figlia del chitarrista Rodney Sellars ha un grave incidente e va in coma, e Sellars è costretto a lasciare la band. I quattro membri rimanenti registrano e pubblicano il quinto album Living Outside nel 2003, prima di decidere di sciogliere la band nel gennaio del 2004.

## Formazione

### Formazione attuale
- Jonathan Bunch – voce (1990 - 2004)
- Chris Evenson – chitarra (1990 - 2004)
- Rodney Sellars – chitarra (1990 - 2001)
- John Stockberger – basso (1990 - 2004)
- Scott McPherson – batteria (1990 - 1999)
- Rob Pfeiffer - batteria (1999 - 2004)

## Discografia

### Album in studio
- 1994 - Sense Field
- 1994 - Killed for Less
- 1996 - Building
- 2001 - Tonight and Forever
- 2003 - Living Outside

### EP
- 1991 - Sense Field
- 1992 - Premonitions
- 1999 - Part of the Deal
- 2001 - Fun Never Ends

### Split
- 1997 - Sense Field/Jimmy Eat World/Mineral
- 2000 - onelinedrawing/Sense Field

### Raccolte
- 2004 - To End a Letter

### Altre apparizioni
- 1999 - Caribou - Where is My Mind? - A Tribute to The Pixies